# تودور أوين
تودور أوين (بالإنجليزية: Tudor Owen)‏ هو ممثل بريطاني (وحمل سابقاً جنسية المملكة المتحدة لبريطانيا العظمى وأيرلندا)، ولد في 20 يناير 1898 في المملكة المتحدة، وتوفي في 13 مارس 1979 بلوس أنجلوس في الولايات المتحدة.

## أعمال

### أفلام
- (1950) بورت أوف نيويورك
- (1960) إلى الشمال نحو ألاسكا
- (1961) مئة مرقش ومرقش[4][5][6][7]
- (1962) كيف غلب الغرب[8][9]
- (1963) السيف العجيب[10][11][12]

## وصلات خارجية
- تودور أوين على موقع IMDb (الإنجليزية)
- تودور أوين على موقع ألو سيني (الفرنسية)
- تودور أوين على موقع تيرنر كلاسيك موفيز (الإنجليزية)
- تودور أوين على موقع أول موفي (الإنجليزية)
- تودور أوين على موقع قاعدة بيانات برودواي على الإنترنت (الإنجليزية)
- تودور أوين على موقع قاعدة بيانات الأفلام السويدية (السويدية)
- تودور أوين على موقع قاعدة بيانات الفيلم (الإنجليزية)
- تودور أوين على موقع كينوبويسك (الروسية)